# Vopt
Vopt — программа для дефрагментации диска под Microsoft Windows. Разработчик ПО — Golden Bow Systems. Vopt считается одним из самых старых дефрагментаторов, его первые версии работали под MS-DOS. До сих пор часто утверждается, что Vopt имеет более высокую производительность, чем встроенный Windows Disk Defragmenter.
Программа имеет ряд дополнительных функций для чистки дискового пространства — удаление временных файлов, чистка кэша браузеров, автоматизация процесса дефрагментации и другие. Также в Vopt, равно как и в большинстве современных дефрагментаторов, встроена система защиты от потери дефрагментируемых файлов в случае сбоев (например внештатное отключение питания).
Седьмая версия программы поддерживает 16-битные версии Windows. Программа рекомендуется Дэном Гукином (англ. Dan Gookin) в 23-й главе его книги «Troubleshooting Your PC For Dummies» из серии книг «для чайников».
В связи со смертью автора программы Vopt HOWARD BARRY EMERSON /MARCH 30 1939 — FEBRUARY 18 2016/, по его завещанию — программа бесплатна для всех желающих: «In accordance with Barry's wish, Vopt is his bequest to Windows PC users»
(https://web.archive.org/web/20150418120220/http://goldenbow.com/nudownload.htm).

## Минимальные требования к системе
- Файловые системы: FAT, FAT32, NTFS.
- x86-совместимый процессор: от 300 MHz
- Оперативная память: от 256 MB
- Максимальный объём раздела диска: 8.2 терабайта, при размере кластера 4 кб.